# ハルカ (アニメポケットモンスター)
ハルカは、任天堂のゲームソフト『ポケットモンスター』を原作とするアニメ『ポケットモンスターシリーズ』に登場する架空の人物。声優はKAORI。

## 概要
弟のマサトと共に旅に加わる経緯もあり、姉のように面倒見がよく母性に溢れる前向きで優しく、無邪気で天真爛漫な女の子として描かれている。
同作の女性キャラクターとしては非常に人気が高く複数回立体化されている他、他のポケットモンスター関連作品に出演する等作品以外での展開が多いキャラクターである。

## プロフィール
- 出身地：ホウエン地方・トウカシティ
- 職業：ポケモンコーディネーター
- 年齢：10歳
- 登場時期[注 2]：AG・DP・DA・PM2・SS・MV
- 主な経歴
  - ポケリンガクロスゲート大会:1回戦敗退
  - ポプリ島・ポケモンオリエンテーリング大会:出場
- グランドフェスティバルでの戦績
  - ホウエン：ベスト8
  - カントー：ベスト4

## 各言語版での名前
- 英語：May
- フランス語：Flora
- スペイン語：Aura
- ドイツ語：Maike
- イタリア語：Vera
- 朝鮮語：봄이（ボミ）
- 中国語
  - 普通話（中華人民共和國）：小遥（拼音：xiao3yao2注音符号：ㄒㄧㄠㄧㄠ）
  - 広東語(香港)：小遙（拼音：siu2 yiu4）

## 人物
AGのヒロイン兼準主人公。トウカジムのジムリーダー・センリと、その妻であるミツコの娘。兄弟には、弟のマサトがいる。
容姿のモデルはゲーム『ポケットモンスター ルビー・サファイア』の女主人公である。
サトシとはAG第1話でピカチュウに自転車を壊されたことで知り合った。当初は幼少期の出来事が原因でポケモンに対し若干の苦手意識を持っていたが、徐々に克服していく。基本的にはサトシやタケシの後輩トレーナーとして、マサトにとっては「頼り無く不満も多いが包容力のある弟思いな姉」として描写されている。
一人称は「わたし」。文末に度々「〜かも」と付けて話す癖がある。身内であるマサトを除き、他人やポケモンを名前以外で呼ぶ際はほぼ必ず「あなた（たち）」と呼ぶ。
身長はサトシよりも僅かに低い。

### 性格・特徴
年相応に短所も色々とあるが、基本的には前向きで屈託のない大らかで心優しい性格。普段は無邪気かつ天真爛漫だが感情の起伏が激しく、若干オーバーリアクション気味な言動が多い。そのためコミカルな表情や動作などギャグチックな描写も比較的多いほか、少々涙脆い面も散見する。自ら誰かに喧嘩を売るようなことはしないが、負けん気は強くかつ単純で、誰かに馬鹿にされたり挑発されたりした場合はむきになりやすく、マサトなどにからかわれることもしばしば。また、問題を起こし周囲に迷惑をかけるようなことはしないが、AG初期は周囲に少々甘えているような描写がなされていた。他のキャラクター同様常識は持ち合わせているが、何かと勘違いをしがちな上、少々呑気と言える面もあり、間の抜けたずれた言動や無自覚にとぼけるような言動も多く、サトシ達や周囲に笑われたり、困惑されて突っ込まれたりする事が多い。
幼く見える点が多々ある反面、母性は強く世話好きで、劇場版を含めその性質の描写も比較的多い。一部のゲストキャラクターや年下の相手などに対し、穏やかな物腰で接する場面等も多く（AG第49話、第95話、第138話、第166話など）、病気のマサトや怪我をしたチルットを自ら進んで付き切りで看病したこともある。また、自身が辛い状況であっても、サトシたちや周囲に心配をかけまいと気丈に振舞う場面や、サトシ同様にポケモンを強く思う場面、ポケモンのためなら後先を考えない場面もある。
少々抜けた言動が多い上に、表面上の印象も含め弟であるマサトの方がしっかりしている所もあるなど一見は頼りなく、マサトにも度々頼りないと言われているが、芯は強い。基本的に礼儀正しく、責任感や姉である自覚も強いため、姉としての言動も多く、マサトをたしなめることも間々ある（AG第15話、第49話、第55話、第69話、第133話など）。少々怖がりな面があり、サトシに「臆病だな」とからかわれたこともある。その反面、誰かが危機に陥った際や悪人に対しては自ら果敢に立ち向かう。
サトシと同様、根っからのお人好しで、良く言えば優し過ぎるゆえに人を信じやすく、悪く言えば甘いために騙されやすい面があり、ハルカを恨んでいるハーリーにも度々ほだされて罠に嵌められている（AG第103話、第121話、第122話、第143話など。も参照）。また、その素直とも単純とも言える他人の言うことを真に受けやすい性格故か、おだてられることや褒められることには非常に弱い。基本的には謙虚であるもののかなり乗せられやすく、おだてられた際などに調子に乗り、暴走したり何かに失敗することもあった（AG第68話、第77話、第78話など）。
基本的に「〜だよ」「〜だよね」などを使用しない女口調で喋る。怖がりな面、乙女チック化つロマンチストな言動を度々取る面など、良くも悪くも全体的な女の子らしさが強い。蟹股になる、胡坐をかくなどの動作も一切無く、咄嗟のしぐさや態度もかなり乙女チックである。
運動神経に関しても悪くはないが、転倒する描写が散見され、サトシやタケシには大きく劣る。

### 嗜好
食べることが人一倍大好き。何かを食べている場面も他の人物より多いが、「大食い」であるような面は基本的には見られない。しかし、タケシ曰く「グルメ関係の情報には昔から素早い」「食べ物のことになるとテンションが上がる」との事で、新しい街や道中の有名飲食店などは常に雑誌で事前にチェックしており、美味しいものを食べるためにはサトシ以上の凄まじい気迫を見せることもあるなど、食べることへの執着心はかなり強い。ケーキなど甘いものを食べることを楽しみにしている描写が比較的多いほか、ラーメンも好物であるかのような描写もいくつか存在する。ちなみにAG第24話でのマサトの発言から、料理は出来ない、またはした事が無い模様（AG第90話などで包丁を扱う描写はある）。料理に関して一人旅をしているDPにおいては言及されていない。
好奇心が旺盛な面もあり探検隊ごっこが好きで、一行の先頭に立って「ハルカ探検隊」または「ハルカ救助隊」と称することがある。また、サトシやゲストキャラクターを見て青春を感じた際に「これって青春（してる）かも!」と言うことがある。
花を強く好む描写もいくつかあり、ロマンスや恋愛もののドラマや映画などを好む、街の名物以外でもやウィンドウショッピングやアクセサリーショップ、ケーキバイキング等を楽しみにしている、美しい泉を見た際に夢見がちな発言をする、ウィッシュメーカーの「七晩願いをこめて折っていくと願いが叶う」という効力を説明されると即座に食い付き実践する、『ミュウと波導の勇者ルカリオ』で女王アイリーンの麗しさに頬を染めうっとりと見惚れるなど、好むものも女の子らしさがほとんどである。身嗜みに気を遣ったり、幽霊や雷鳴に怯えるといった場面も所々見られる。また、AG第60話には「月刊コーディネーター」という雑誌を購読しているらしい描写がある。
AG第103話にて、「幼い頃に着ていた青い水着のせいでメノクラゲの大群に囲まれ、母親にメノクラゲと間違えられゲットされそうになったことがある」という過去が、ハーリーと彼に騙されたマサトによって明らかになる。この過去が原因で当初はポケモンを苦手としていたが、嫌悪感などは全く抱いておらず、最初のポケモンであるアチャモともすぐに仲良くなっている。自身の自転車を破壊したサトシのピカチュウに対しても、直後に容態を心配するなど嫌悪する様子も無く、その後サトシとピカチュウの絆を目の当たりにしたこともあり、ピカチュウが回復した後すぐに打ち解けている。その後も様々なポケモンと触れ合い、元来嫌ってはいなかったためか、AG第16話ではすでにポケモンについて「今は大好き」と語っている。
AG第1話でオダマキ博士を助けようと投げたモンスターボールから出てきたミズゴロウに対し、みずでっぽうを指示したが自分自身に掛けられてしまったため、AG第25話でマサトに「ミズゴロウとは相性が悪い」と言われるなどミズゴロウに対して少々苦手意識があったような描写がなされていたが、タケシのミズゴロウに対してはそのような様子は無い。

### 対人関係

#### 仲間・家族
サトシとは対照的な面も共通点も多々あり、タケシを尊敬しているのと同じように、基本的に先輩トレーナーとして内心で尊敬しつつ頼りにしている。サトシの柔軟かつ変幻自在なバトルスタイルに「サトシってばすごいかも」と度々発言したり、四天王のゲンジとバトルしている際に「やっぱりサトシってすごいのね」と言うなど、感心する場面も多い。また、サトシがトウカジムに挑戦することに関しては「パパにはもちろん勝ってほしいけど、サトシが負けるのも見たくない」といった台詞を時折赤面しつつ何度か口にしており、複雑な心境だった様子。前述のように、お互いポケモンのことになると後先を考えない性格のため、野生のポケモンに協力してあげることもしばしばで、その際には抜群の呼吸を見せる。一方で、彼の子どもっぽい行動や恋愛に疎い面などには苦笑したり呆れたり、子ども扱いする事もしばしば。時折軽く諌めたりすることもあり、劇場版ではサトシがトオイ（声 - 日髙のり子）に掴みかかった際やアーロンに見捨てられたと誤解をしているルカリオと衝突する上に取っ組み合った際に「喧嘩はだめ」とサトシを直接制止する場面もある。極稀にカスミのように「お子ちゃま」呼ばわりすることもあり、恋愛については「サトシには当分（あるいは「一生」）わからないかも」などと発言することもあるが、子ども扱いすることはそれほど多くないためか、喧嘩や軽い口論等もほとんど無く会話は落ち着いており、基本的には仲が良い。
実弟であるマサトからは、ハルカ自身が少々ゆるく何かとうっかりしていることもあり、姉であるにもかかわらず普段は頼り無く思われている。彼に色々と突っ込まれることが多く、よくバカにされてもいるが、ハルカの方も生意気な言動を取るマサトに対し、度々たしなめたりと姉として接しつつも「生意気な弟」として扱うことも多く、時折からかったり嫌味を軽く受け流したりすることもある。これらのことから時には同レベルで喧嘩をしたり、軽く言い合ったりすることもあるが、本質は仲の良い姉弟で基本的に和気藹々としており、2人のやり取りが場を和ませることも多い。当のマサトは彼自身のませた性格などもありなかなか素直に認めたがらないが、あらゆる面でマサトのことをとても大切にしており、危険な状況では度々体を張ってマサトを守ろうと奮闘し、自分の夢などを差し置いてもマサト自身を心配し優先したこともある。母のミツコからもマサトのことを任されており、幼いマサトが旅に出ることを許されたのもハルカを信頼してのことである。劇場版も含め、実際はとても弟思いであることを示す場面は多く、何だかんだでマサトからもたびたび甘えられたりしており、「僕にとっては最高のお姉ちゃんだよ」と言われたこともある。
ジムリーダーである父センリのことは、トレーナーになるつもりが無かったとはいえ強く尊敬しており、絶対に勝ってみせると闘志を燃やすサトシに対しマサトが父親を支持する発言をした際には、控えめながらも度々同意している。ハルカがトウカジム・ジムリーダーの娘だとはまだ知らなかったサトシが、トウカジムのジムリーダーはどんな人物なのだろうかと口にした際は、思わず「よく知らないけど、とっても強くて、とっても優しくて、とってもハンサムで、とっても素敵な人」だと返答してしまい、「よく知ってるじゃないか」とサトシに突っ込まれる場面もある（AG3話）。ジム戦ではセンリが負けたことでマサトがバッジを奪った際に激しく怒っていたものの、マサトから「お姉ちゃんはパパが負けて悔しくないの？」と問われ「確かにパパが負けたのはちょっと残念かもしれないけど、それでもパパのことを尊敬していることには変わらないわ」と答えている。

#### ライバル
コーディネーターとして未熟な頃に出会ったシュウには、特にこれといった理由も無く会う度に馬鹿にされており、そのため負けん気の強いハルカは始めから対抗心を燃やしていたが、当初は圧倒的な実力差ゆえか、彼にはライバルとしては見られていなかった。しかし、徐々に実力を認められていき互いを高め合う仲となり、カントーグランドフェスティバルの頃にはライバルとして意識されるようになる。なお、ハルカはシュウに対し当初から基本的には友好的に接しているが、彼の方はそれでも嫌味な態度を取るため、言い争いになることが多く、バトルに発展したこともある。基本的には最大のライバルとして描写されているが、しばしばハーリーを始めとした第三者にシュウとの仲や雰囲気などについて「怪しい」などとからかわれ指摘されることもある。ハルカ本人はシュウのことをどう思っているのかと訊かれた際に「ライバルでいつか絶対に勝ちたい相手」だと即答しているが、その直後に「そうではなく好きなのかどうか」と直接訊かれたこともある。そのことについては、彼に対するライバル意識が強いこともあり自分でもよくわからなかったようで、赤面しつつ「意識した事が無いし、急に訊かれても」と単純に動揺した様子を見せたのみでまともに返答できず、自分自身の恋愛については疎い様にも見受けられる。この（言及された）こともあり1度だけシュウ本人に対し赤面したこともあるが、そういった描写とは対照的な描写も多いほか、その話以降はまったくそういった描写がなかった。そのため彼にライバル以上の想いがあるかどうかは、シュウ同様に劇中では明確にされていない。
ライバルの一人であるコーディネーターのハーリーには彼なりの理由はあったものの一方的に恨まれており、AG第103話の初対決以降はその口癖から「かもちゃん」と呼ばれることが多くなる。彼を負かして以降は互いの人柄も災いし（ハルカの性格についてハーリーは「いい子ちゃんぶってる」と評している）、ますます深く恨まれていき様々な方法で狙われるが、サトシ達やシュウなどの助けもあり何とか切り抜けている。基本的にはライバルとしての対抗心を持つ一方でコーディネーターとしての実力も認めており、彼のポケモンの演技に息を呑んだり賞賛したりすることも多い。何度もハーリーに裏切られ貶められているが、ハーリーの妙なテンションとハルカ自身の性格ゆえか、彼に対し「やっぱり変な人（疲れる）かも」と困惑しつつも悪感情をまったく抱いておらず、ハーリーからの仕打ちの数々に拘る様子も全く無く、基本的には友好的に接しており、DP第76話の台詞からジョウト地方のコンテストでも良きライバルとして見ていることがうかがえる。

## 略歴
旅立つ際、家族にはトレーナーになると言ったようだが、ポケモンを苦手としていたため元々トレーナーになりたいとは思っておらず、ただ旅に憧れていただけであった。そのせいか当初は初めて旅に出た頃のサトシと同程度かそれ以上にポケモンに関する知識が無かった。ジム戦に挑戦するつもりでポケモントレーナーとして旅を始めたが、カナズミシティでポケモンコンテストとポケモンコーディネーターの存在を知り、その姿に憧れ自分も同じようにポケモンコーディネーターになる。ホウエン各地で様々なコーディネーターと戦い、ホウエングランドフェスティバル後は本格的にトップコーディネーターを目指すようになる。なお、各地で戦ったコーディネーター達とは交流を続けており、AG121話ではハルカのグランドフェスティバル出場に祝福と応援のメッセージが多く届いていた。
当初は苦手としていたポケモンについても、トレーナーになり少しずつポケモンと触れ合う経験をしたことで徐々に慣れていき、AG16話にて「今は大好き」「ポケモントレーナーになれて本当に良かったと思っている」と語っている。
ホウエン編の中盤以降、ポケモンコンテストに参加すると優勝することが多くなるが、受付時間を調べていなかったり（AG35話）、好調なために自分への褒め言葉をそのまま言葉通りに受け取り、調子に乗ったせいで敗北したり、ハーリーの嘘により3回も窮地に陥ったりと、迂闊な所はあまり変わっていないようであった。バトルフロンティア編中盤以降はそういった面も薄れていき、終盤にて一部で「ホウエンの舞姫」と呼ばれるほどの実力を身につけている。DP76話ではヒカリからも「ホウエンの舞姫」と呼ばれ尊敬されていたが、後にレストランで料理を奪われて怒りに燃えている姿を見られたことでヒカリの中の舞姫のイメージが崩れていった。
カントーのグランドフェスティバルでは、シュウとの3回目のバトルにして初めてシュウに勝つものの、旅の中でサトシのバトルをずっと見ていたことにより、徐々に彼の攻撃重視の戦法に似ていき、その攻撃重視の戦法が通用しないサオリに全く歯が立たずに敗北する。その後、スランプに陥り自分の目標を見失いかけるが、サトシ達やシュウとハーリーの励ましを得て、AG192話で自立するためにジョウト地方を一人旅することを決意する。
サトシ達との旅が終わる直前に出場したトネリコタウンのお祭りコンテストでは、サトシとダブル優勝を果たした。優勝賞品の1個のトネリコメダル（DP登場時は「リボン」と言っている）をサトシと半分にしたものは、「サトシたちと旅をして得たものがたくさんある」「これのおかげでずっと助けられてる」と大切なお守りにしている。
『ダイヤモンド&パール』にはゲームの『エメラルド』仕様の服装でDP75話から登場。ミクリカップへの参加とイーブイの進化のためシンオウ地方を訪れる。リッシポートにてサトシ達と再会した際にヒカリと対面。3人への土産を持参していたが、サトシとタケシに渡した土産はそれぞれヒメグマとリングマの置き物であり、タケシに「これをどうしろと…」と突っ込まれる。しかし、女の子同士の感覚故かヒカリへの土産であるポッチャマのネックレスはヒカリに喜ばれている。ヒカリについてはサトシとタケシから話を聞いていたらしく、ヒカリがスランプに陥っていたことも知っていた。そのことに対して「自分も一人旅を始めて以来うまくいかないことが多い」「ミクリカップが自分だけでなくヒカリにとっても復活戦になればいい」と元気づけるなど、自ら好意的に接していたこともあってかヒカリとはすぐに仲良くなり、「レストラン七つ星」でのタッグバトルの際にもヒカリから即座に「ハルカと組みたい」と言われている。大会前日に出会ったノゾミともすぐに打ち解け、大会中もサトシ達と共にスランプから抜け出せていないヒカリに対し所々世話を焼きつつ励まし続ける。
ミクリカップではセミファイナルでノゾミに勝利するも、一次審査にて復活したヒカリに極僅差で敗れて優勝は逃す。DP79話にて大会終了後、ヒカリがスランプから立ち直り優勝したことを祝福しつつ、次に会った時は絶対負けないと伝え、ジョウト地方へ戻る。なお帰り際に、ジョウト地方で美味しい食べ物を食べすぎないかタケシに心配されている。その他、DP特別編には一緒に旅をした仲間として、サトシ、ハルカ、マサトと共に4人で写っている写真もタケシの部屋に飾られている場面がある。
デコロラアドベンチャーのエンディングではタケシやマサトと手を繋いでいた他、同作最終回サトシのイメージシーンに登場。
PM2の105話ではミクリとサトシの会話の中でミクリカップの回想シーンで久々に登場。132話ではポケモンワールドチャンピオンシップ・マスターズトーナメント決勝戦のサトシとダンデの試合をマサト・セレナ・ルチアと共にテレビで観戦していた。

## ハルカのポケモン
類は友を呼ぶのか、ゴンベ以外のハルカのポケモンはどこかしら女の子らしい面を持つ。また、ゴンベも含め性格や行動も似通った所が多い。ゲットするタイプは様々で、初ゲットがむしタイプ、フシギダネやゼニガメ、カビゴンの進化前であるゴンベなど、サトシと似通った点も多い。カントーグランドフェスティバルの対シュウ戦で使用した、バトルドームのフロンティアブレーン・ヒースの技である「炎と水のフュージョン」は、一人旅するようになって以降さらに磨きをかけている。また、何匹かはコンテストの一次審査で、ハルカとの息の合ったコンビネーションでフリスビーやボールなどを使用した演技を見せる事がある。ジョウト地方に旅立ってから進化しているポケモンはいるものの、新たにゲットしたポケモンはいない。

### バシャーモ
アチャモ→ワカシャモ→バシャーモ
- 声 - 西村ちなみ、愛河里花子（AG139、141話で代役）→小西克幸（バシャーモに進化後）
- 性別：♀
- 特性：もうか
- 登場時期：AG・DP・OA・MV

AG1話から登場。オダマキ博士からもらったハルカの最初のポケモン、。モンスターボールから出るなり一目でハルカに懐いたため、ポケモンが苦手であったハルカに「可愛い」と気に入られ選ばれている。AG82話でワカシャモに、AG191話でバシャーモに進化する。
アチャモであった頃は花が好き、少々怖がり、食べ物のことで熱くなる、人懐こいがすぐに泣いたりハルカに甘えたりする、頑張り屋だが落ち着きが無く空回りしがちであるなど、全体的にどこかしらハルカに似たような所が多かった（マサトには「トレーナーに似たんじゃないの」と言われている）。しばらくの間はバトルでの本格的な活躍やコンテストでの出番は無く、基本的には守られ役であったが、多数の野生のキノココ・キノガッサとの騒動の中、体を張って自身を守ってくれたサトシのヘイガニを助けようとワカシャモに進化する。
アチャモの頃はサトシのヘイガニにポケモンフーズを一方的に取られることもあったが、ワカシャモに進化してからは人懐こさを残しつつも強気かつ好戦的な性格になり、軽く睨んだだけでサトシのヘイガニはたじろいでいた。コンテストも含めハルカの主戦力として活躍するようになり、ハルカの初めてのポケモンかつ一番のパートナーらしく、重要な場面では大抵活躍の機会を与えられ、その際はハルカとの信頼関係の強さが多く描写されている。一時期ハルカはコンテスト初出場に向けアゲハントとの練習で過ごす時間が多く、AG34話にて「みんなと遊んでてね」とサトシ達に預けられた際に寂しがっていたため、マサトに「最近お姉ちゃんはアゲハントにばかり構っていてアチャモが可哀想」と言われたこともあったが、実際には練習後に迎えに行ったり、挙動不審なマサトに対しアチャモに何かあったのかと詰め寄ったり、アチャモをある事情から一時的とはいえ身代わりにしたサトシに怒ったりと大切に思われており、AG81話でも「私の大切な大切なアチャモ」と発言する場面（マサトの回想）もある。
ホウエン地方ではワカシャモに進化するまでは日常場面での登場が多いが、野生ポケモンとのバトルなどでも度々活躍している（AG14話、37話、58話、73話など）。また、初期はバトルに慣れないハルカ共々空回るギャグチックな描写が多く、しばしばトレーナーと同じくサトシ達やマサトに突っ込まれていた（AG3話、4話、5話など）。進化してからは、デビュー戦であるミナモ大会で「ほのおのうず」が勢いを増してハルカに向かった際に瞬時にかばいに行ったり、グランドフェスティバルでシュウのフライゴンの「かえんほうしゃ」を利用した攻撃を行ったりと、コンテストバトルでも本格的に活躍するようになる。カントー地方ではホウエン編初期に比べギャグチックな描写は減ったものの、暴走するダツラのメカをサトシのジュプトル・タケシのミズゴロウと止めに入る、ジルバ大会ではオガタのフシギバナに大苦戦するも隙をついてのスカイアッパーで倒す、ユズリハ大会では相性の悪いビブラーバ相手に、ハルカの思いに応え「メガトンキック」を覚え勝利するなど、重要な場面での活躍もコンテスト出場回数も格段に増えている。グランドフェスティバルでは、シュウのアブソルに大苦戦しピンチに陥ったが、体に異変が起きた結果新たな技「オーバーヒート」を覚え、逆転勝ちした。
トネリコタウンのお祭りコンテストにてバシャーモに進化し、サトシのジュカインと対決。俊敏な動きで会場を魅了。ジュカインにスピードでは劣るがパワーは互角で、特性「しんりょく」を発動したジュカインの「ソーラービーム」と特性「もうか」を発動したバシャーモの「オーバーヒート」の激突後にタイムアップとなり、ダブル優勝となった。DPでの「レストラン七つ星」のオーナー達とのバトルではヒカリのポッチャマとのタッグで、炎と水のフュージョンを見せてヒカリを驚かせた。また、バシャーモを久々に見たサトシとタケシが、よりたくましくなったと感じている。
- コンテスト出場経験
ホウエン地方ではワカシャモのデビュー戦となる[AG90話、91話]ミナモ大会のみ。カントー地方では[AG143話、144話]ヤマブキ大会一次審査、[AG151話]ジルバ大会二次審査、[AG162話]ユズリハ大会二次審査、[AG174話、175話]カジノキ大会一次審査にて活躍する。グランドフェスティバルはホウエン･カントーの両大会に出場している。バシャーモへの進化後はAG191話、192話のトネリコタウンのお祭りコンテスト二次審査に出場。ミクリカップは水のバトルフィールドであるせいか、出場せず。
- 現在の使用技は「ほのおのうず」、「スカイアッパー」、「オーバーヒート」、「ブレイズキック」。進化前は「つつく」、「ひのこ」、「メガトンキック」、「でんこうせっか」、「かえんほうしゃ」も使用。

### アゲハント
ケムッソ→カラサリス→アゲハント
- 声 - 白石涼子
- 性別：♀
- 登場時期：AG・DP・OA・MV

AG14話から登場。ハルカが初めてゲットし、また最初のコンテストリボンをもたらしたポケモン。AG24話でカラサリスに、AG28話でアゲハントに進化する。初めてゲットしたポケモンということもあるのか、ケムッソの頃からハルカにはかなり大事にされている描写が多々存在する。度々ムサシと互いに自身のケムッソ（両者とも進化後を含む）を褒めそやし張り合ったりと、親バカ的な言動も見せている。AG21話ではロケット団との騒動の中、偶然ムサシのケムッソと入れ替わってしまうが、ハルカ曰く「毎日育てているから」とのことで、騒動の後にごく微妙な違和感からすぐさま自身のケムッソではないと見抜く。ケムッソ時は食欲旺盛かつマイペースで、何を考えているか察し辛い雰囲気だったが、AG21話などでの描写からハルカのことを慕っている様子が見受けられる。ケムッソ時は前述通りの性格だったが、アゲハントへの進化後は頑張り屋で素直な落ち着いた性格になる。アゲハントへの進化後はサトシのスバメ（オオスバメ）とともにロケット団などを捜索することもある。また、AG90話にてハルカが初めて作った薄味のポロックを1匹だけ好んで食べており、薄味が好みである様子。ハルカの頭の上に乗ることが多い。
ホウエンの旅が終わった後、母のミツコに気に入られたためトウカジムに預けられる。トウカジムにいる間に「サイコキネシス」を覚えたため、AG187話にてフェンネル谷のポケモンセンターで一時的に呼び出される。DP登場時には再び手持ちに加えられており、ミクリカップでノゾミのニャルマーを破る。
- コンテスト出場経験
ハルカにとってもアゲハントにとってもコンテストデビューとなる[AG35話]カイナ大会、2回目のコンテスト参加となる[AG50話、51話]ハジツゲ大会、[AG77話、78話]ルイボス大会1次審査（78話）にて活躍。グランドフェスティバルはホウエン地方でのカイナ大会に出場している。
- 現在の使用技は「たいあたり」、「いとをはく」、「かぜおこし」、「ぎんいろのかぜ」、「あさのひざし」、「サイコキネシス」、「つばめがえし」。進化前は「かたくなる」も使用。

### エネコ
エネコ
- 声 - 林原めぐみ
- 性別：♀
- 登場時期：AG・DP・OA・MV

AG47話から登場。可愛らしい外見や態度などをハルカに気に入られ、47話終盤にてゲットしようとハルカが取り出したモンスターボールにうっかり自分で入りゲットされる（その際タケシは「さっき1度バトルしたからかな」と発言）。落ち着きが無くマイペースで、非常に無邪気かつ気まぐれな性格。AG62話でハルカがエネコのコンテストデビューに緊張している際や、AG122話でミツコに「責任重大ね」と言われた際も楽しそうにしていたりと、これらを含め無邪気にはしゃいでいる場面が多く、何かに動揺する場面はほとんどない。しかし、茂みの中にいる何かに反応し飛び出して行き、その後怯えて戻りハルカに飛び付くという場面や（AG79話）、ムサシに尻尾を踏まれ、ふぶきを連発するといった場面（AG72話）もある。しばしばモンスターボールから勝手に出ては自身の尻尾などを追いかけたり（AG49話ではそれをねこじゃらしのようなもので止めようとする描写もある）、バトルが好きなため野生ポケモンに攻撃することもあったり、ハルカに何度もたしなめられてもあまり理解していなかったりと、そのやんちゃぶりからハルカには「元気が良過ぎる」と評されており、度々軽いトラブルを引き起こしている（AG49話、53話、73話、115話など）。「ねこのて」で仲間の技を使いこなしアピールに利用したり、「ふぶき」で巨大な氷の塔を作るなど、実力はなかなかのもの。
ホウエンでの旅が終わった後、トウカジムの温室が気に入ったため預けられる。その後、アゲハント同様フェンネル谷のポケモンセンターで一時的に呼び出され、DP登場時には再び手持ちに加えられる。
性別については劇中で花を好む描写やしぐさが度々見られており、また初登場回であるAG47話では、ロケット団のニャースがその愛らしさに一目惚れし「エネコちゃん」と呼ばれているため状況的に♀と思われる描写がされているがメロメロの効果や外見的な特徴などの明確に性別を示す物的な描写は劇中で確認されていない。
- コンテスト出場経験
エネコのデビュー戦となる[AG61話、62話]シダケ大会、ホウエン地方にて最後に開催された[AG115話、116話]キナギ大会にて活躍。グランドフェスティバルはカイナ大会に出場。
- 使用技は「たいあたり」、「おうふくビンタ」、「ねこのて」、「ふぶき」。
前述の通り「ねこのて」は手持ちポケモンの持ちわざをランダムに繰り出す技であり、それが裏目に出ることも度々あるが、ハルカは基本的には「この技が出たらこう使う」といったように、咄嗟に判断し臨機応変に対応することでアピールに利用したり、仲間の持ちわざのうち相手に有利なわざが出ることを狙って使い続けたりと、状況により違う使い方をしている。

### フシギバナ
フシギダネ→（フシギソウ）→フシギバナ
- 声 - 伊東みやこ
- 性別：♀
- 登場時期：HT・DP・OA・MV

AG73話から登場。額にハート型の模様がある。また、サトシのフシギダネに比べると少々小柄。禁断の森に住むフシギバナの仲間（詳しい関係は不明）であったが、崖から転落しかけた所をハルカに助けられたことをきっかけに心を通わせ、森の仲間達と別れ自分からハルカについて行く。AGからの登場ながらも第一世代のポケモンであるが当時は『ファイアレッド・リーフグリーン』が発売していた時期である。どこかマイペースではあるもののおっとりとした心優しい性格。一方でゲットしたしばらくの間は境遇からか世間知らずで、周囲を振り回す場面もあった。花を好むなど他のメンバー同様女の子らしい面も強い。森の外へ出たことが無かったせいか大勢の人前に出ることに慣れておらず、初めてコンテストに出た際は緊張して実力を出せなかったが、旅を続けるうちに逞しくなっていく。
サトシのフシギダネとはAG74話で対面しており、双方のトレーナー同様に先輩･後輩関係になっている。このこともあり、AG133話でサトシのフシギダネと一緒にいれば勉強になると考えたハルカにより、オーキド研究所に預けられる。
- コンテスト出場経験
フシギダネのデビュー戦となる[AG77話、78話]ルイボス大会では前述の通り緊張して実力を出せず、ツキコのコドラに一方的にやられてしまった。その後の[AG103話]プリカ大会ではハーリーの2度の妨害にもめげずに実力を発揮し、「はっぱカッター」と「はなびらのまい」で華麗にノクタスを打ち負かした。グランドフェスティバルはカイナ大会に出場。
- DP78話ではハルカがフシギバナを使用しマリルを倒している。額がハート型の模様が消えている。イーブイやゼニガメが進化したことに関しては劇中で説明されているが、フシギバナだけは説明がなく、登場も1シーンの静止画のみである。「ポケットモンスターダイヤモンド・パール アニメポケモンおもしろクイズブック」のハルカの紹介ページにはフシギバナを含むハルカのポケモンが全員載っているがフシギダネだけが載っていないことから、ジョウト地方に旅立った後にオーキド研究所からフシギダネを呼び戻しフシギバナまで進化したと考えられる。
- 使用技は「たいあたり」、「つるのムチ」、「はっぱカッター」、「はなびらのまい」。

### ゴンベ
ゴンベ
- 声 - 佐藤智恵
- 性別：♂
- 登場時期：AG・DP・OA・MV

AG117話から登場。ハルカがゲットしようと投げたモンスターボールを口の中に入れてしまうが、そのままゲットできてサトシやハルカも驚く。
進化前ながらサトシのカビゴンに負けないほどの大食漢で、寝ていることも多い。その食欲によるトラブルの殆どはオーキド博士からアドバイスをもらって作った「ハルカデリシャス2」というゴンベ専用ポロックにより解消する。非常に呑気かつマイペースで、誤解から泥棒扱いされ周囲から非難されても平然としているなどかなり図太い所もある。しかし意外に乗せられやすく単純で、コンテストデビューの際はハルカに何度も褒められテンションが上がっていた。パワーがあり強力な技も使えるため、見た目に反して侮れない実力を持つ。ゲットする以前にハルカが作った味の悪すぎるポロック「ハルカデリシャス」を食べまくったことから、たくさん食べられればあまり味は気にしないようではあるが、それでも極端に味が悪いと駄目なようである。ハルカのポケモンとしては唯一の♂である。またハルカのポケモンの中では最もマサトと仲がいいようで、一緒にいる場面が多い。なお、ホウエングランドフェスティバル直前にゲットされ、ゲットされてからもまともなバトルをなかなか経験せず、コンテスト演技の練習もしていない状態が続いていたためか、コンテスト出場はAG160話からである。
DP76話で再登場し、食べ物の匂いを辿ってロケット団を見つけ出す活躍を見せる。
- コンテスト出場経験
ゴンベのデビュー戦となるAG160話のモダマ大会では、二次審査に出場（ハルカとハーリーの通算4度目の戦いである）。その後はAG162話で開催されたユズリハ大会一次審査にて活躍する。グランドフェスティバルはセキエイ大会に出場。
- 使用技は「ソーラービーム」、「ゆびをふる」、「きあいパンチ」、「たいあたり」。

### カメール
ゼニガメ→カメール
- 声 - 半場友恵→小西克幸（カメールに進化後）
- 性別：♀
- 登場時期：AG・DP・OA・MV

AG133話から登場。元々はオーキド研究所で新人トレーナー用として管理されていたポケモンだったが、ハルカに懐いて自分でトレーナーを決めたため、オーキド博士から譲られハルカのポケモンとなる。AGからの登場だが第一世代のポケモンである。普通のゼニガメより体格が一回り小さく（イーブイ位の大きさ）、アチャモ以上に泣き虫で非常に臆病な性格だが、旅をするうちに泣かなくなり、カントーのコンテストで活躍する。ハルカのことが大好きで、時には実力以上の頑張りを見せることもある。臆病な割に好奇心は強く、勝手に出歩き時折ハルカを困らせることもある。また、『ピカチュウのおばけカーニバル』では疲れて歩けなくなった際に駄々をこね、ピカチュウに背負ってもらうなど少々わがままな面もある。しかし、「そんなことしなくてもあなたは十分可愛いんだから」というハルカの言葉に躊躇いも無く頷くなど、基本的に素直。花を好み、リリアンのエーフィの華麗な技にうっとりと頬を染め瞳を輝かすなど、ハルカや他のポケモン同様どこかしら乙女チックである。サトシのゼニガメとは、AG189話で対面しており、その際は互いに「みずでっぽう」で挨拶を交わし、じゃれ合う等すぐに打ち解けていた。
DPではカメールとしてすでに進化した状態で登場し、ミクリカップ一次審査で活躍する。
- コンテスト出場経験
ゼニガメのデビュー戦となるカントー初のコンテスト[AG143話、144話]ヤマブキ大会二次審査、[AG151話]ジルバ大会一次審査、[AG160話]モダマ大会一次審査、[AG167話]アベリア大会一次審査、[AG174話、175話]カジノキ大会二次審査と、出場大会が多い。グランドフェスティバルはセキエイ大会に出場。
- 使用技は「あわ」、「れいとうビーム」、「たいあたり」、「こうそくスピン」、「からにこもる」、「アクアテール」。「あわ」と「れいとうビーム」を使用した演技は特に評価が高く、一次審査結果発表でも上位に入ることが多い。

### グレイシア
イーブイ→グレイシア
- 声 - 林原めぐみ
- 性別：♀
- 登場時期：BF・DP・PM2・OA・MV

AG150話でハルカが育て屋からもらったタマゴとして登場し、AG157話にてキキョウシティのとある老夫婦の診断を受けて無事にタマゴから還った。AGからの登場だが第一世代のポケモンである。個性的な面子のハルカのポケモンの中ではアゲハントと並び比較的落ち着いており、同じく気品のある雰囲気も持つが、新技として「あなをほる」を覚えた際にはしゃぎ回ったり、『ポケモンレンジャーと蒼海の王子 マナフィ』の冒頭でゼニガメをあやすハルカに甘えたりと、どこか無邪気な面もある。ハルカからはたびたび話しかけられたり磨かれたりと、タマゴの頃からかなり大事にされており、生まれてからも「食べる姿も優雅」と言われるほど気に入られている。生まれたてではあるが、ハルカに懐いている描写は随所に存在する。また、短編『ピカチュウのわんぱくアイランド』では、ヘイガニのバトル対応に指摘をするなどしっかりした面も持つ。
生まれて以降はハルカからしばしば「一緒にコンテストに出ようね」などと言われていたためか、ゴンベのデビュー戦の際に自分も出たいとハルカにねだったり、自身のコンテストデビューの際はかなり嬉しそうにはしゃいでいたりするなど、コンテストへの出場を楽しみにしていた節がある。ハルカの手持ちで唯一、ハルカの肩に乗ることがしばしばある。
登場時期が遅いためコンテストでの出番は少ないものの、パワーでは不利な相手のタケシのヌマクローにポイント差で勝ったり、「シャドーボール」を打ち上げ花火にするなど実力はある。DPでは本編の3日前にキッサキシティ付近の「氷で覆われた岩」に触れて進化して登場。ミミロルと共にロケット団を追い払ったり、リッシ湖畔で開催されたミクリカップのコンテストバトルファイナルに出場したりした。PM2の132話で久々に登場している。
- コンテスト出場経験
イーブイ自身はモダマ大会の時点で出たがっていたが、まだ生まれたばかりであるためなのかハルカはゴンベ同様、しばらく見学をさせてからデビューさせると決めており、登場時期が遅かったことも重なり、公式戦ではデビュー戦となる[AG167話]アベリア大会とグランドフェスティバルセキエイ大会、シンオウ地方で開催されたミクリカップで出場している。公式戦以外ではAG191話、192話のトネリコタウンでのお祭りコンテスト一次審査に出場。
- 現在の使用技は「シャドーボール」、「れいとうビーム」、「アイアンテール」、「ひみつのちから」、「こおりのつぶて」、「ミラーコート」。進化前は「たいあたり」や「あなをほる」も使用。